# El Muez Mahgoub
El Muez Mahgoub   (Omdurman, 14 d'agost de 1978), nom complet Elmuez Mahjoub Abdallah Elhadi, és un exfutbolista sudanès de la dècada de 2000.
Fou internacional amb la selecció de futbol de Sudan. Pel que fa a clubs, destacà a Al-Hilal Club.